# أسرار حرب لبنان: من انقلاب بشير الجميل إلى حرب المخيمات الفلسطينية
أسرار حرب لبنان: من انقلاب بشير الجميل إلى حرب المخيمات الفلسطينية هو الجزء الأول من كتابين نشرهما الصحافي الفرنسي آلان مينارغ حول الحرب الأهلية اللبنانية بدئًا من توحيد بشير الجميل للميليشيات المسيحية في 1980 حتى اغتياله وتنفيذ مجزرة صبرا وشاتيلا في 1982. نشرته ألبين ميشيل باللغة الفرنسية في 2004 وترجمته المكتبة الدولية – بيروت إلى العربية في 2006.